# Шейн Різ
Шейн Різ  (англ. Shayne Reese, 15 вересня 1982) — австралійська плавчиня, олімпійка.

## Виступи на Олімпіадах
| Олімпіада  | Дисципліна                      | Місце  |
| ---------- | ------------------------------- | ------ |
| Афіни 2004 | естафета 4 × 200 вільним стилем | 4      |
| Пекін 2008 | естафета 4 × 100 вільним стилем | AC (3) |
| Пекін 2008 | комплексна естафета 4 × 100     | AC (1) |